# Vuelo 1420 de American Airlines
El vuelo 1420 de American Airlines era un vuelo regular estadounidense entre Dallas, Texas y Little Rock, Arkansas. El 1 de junio de 1999, el McDonnell Douglas MD-82 que operaba el vuelo se salió de pista aterrizando en Little Rock y se estrelló. 11 personas (el capitán y 10 pasajeros) de las 145 a bordo murieron en el accidente.

## Aeronave
El avión involucrado en el incidente era un McDonnell Douglas MD-82 de 16 años, un derivado del McDonnell Douglas DC-9 y parte de la serie de aviones McDonnell Douglas MD-80. Se entregó nuevo a American Airlines en 1983 y la aerolínea lo operó continuamente hasta 2019, acumulando un total de 49.136 horas de vuelo. El avión estaba propulsado por dos motores a reacción turbofan Pratt & Whitney JT8D-217C.
La aeronave estaba equipada con un radar meteorológico de banda X, que es susceptible de atenuación durante las fuertes precipitaciones, y no tenía una alerta de atenuación para advertir a la tripulación de vuelo sobre el deterioro del sistema durante las fuertes lluvias. El sistema meteorológico de radar tenía un diseño avanzado que ofrecía a la tripulación de vuelo solo un campo de visión limitado frente a la aeronave.

## Tripulación de vuelo
El vuelo 1420 fue comandado por el Capitán Richard Buschmann, de 48 años, un piloto experimentado con 10.234 horas de vuelo, casi la mitad de las cuales se acumularon volando la serie de aviones MD-80. Buschmann se graduó de la Academia de la Fuerza Aérea de los Estados Unidos en 1972 y sirvió en la Fuerza Aérea hasta 1979. Ocupó el rango de teniente coronel en el Comando de Reserva de la Fuerza Aérea de los Estados Unidos y fue contratado por American Airlines en julio de 1979. Con experiencia en volar el Boeing 727 para American, pasó a volar la serie MD-80 bimotor en 1991.
El primer oficial del vuelo era Michael Origel, de 35 años. El primer oficial había estado en la aerolínea menos de un año y solo tenía 182 horas de vuelo con American Airlines como piloto de MD-80. Sin embargo, el copiloto se había formado como piloto en la Marina de los Estados Unidos y tenía experiencia previa en vuelos comerciales como piloto corporativo, con un total de 4292 horas de experiencia en el momento del incidente.
El vuelo 1420 contó con cuatro asistentes de vuelo, todos los cuales estaban calificados en el MD-80 y recientemente habían recibido capacitación de actualización sobre procedimientos de emergencia.

## Accidente
El vuelo 1420 debía despegar desde Dallas-Fort Worth, Texas hasta Little Rock, Arkansas. El avión era un MD-82 y tenía 143 personas a bordo. El avión despegaría en la noche y ya había problemas; en la ruta del vuelo 1420 había dos sistemas tormentosos. En medio de ellos había un «paso», que los pilotos llamaban «la pista de bowling». El MD-82 despegó varias horas retrasado. Para no perder más tiempo, los pilotos decidieron entrar en esa «pista de bowling». El avión parecía tener suerte, pero los sistemas tormentosos se acercaban con rapidez.
El MD-82 se estaba aproximando a Little Rock, pero los dos sistemas de tormentas estaban cerrando la «pista de bowling». Al avión llegaba mucha turbulencia y los relámpagos ya caían cerca. Los pilotos no estaban tranquilos. El primer oficial tenía que decirle al comandante dónde se encontraba la pista. Cuando finalmente el MD-82 tocó la pista lo hizo con una gran fuerza que sacudió al avión. Luego el avión comenzó a patinar sin detenerse. El avión se salió de la pista y chocó contra un andén, el cual mató al capitán al instante. Luego se rompió en varias partes e inició un pequeño incendio.
Además del capitán, otras diez personas también murieron.

## Causa
La investigación concluyó que las presiones de tiempo y la tormenta hicieron que los pilotos cometieran errores críticos. Además, la tripulación olvidó desplegar los espóileres, los cuales hubieran hecho frenar el avión a tiempo.

## Dramatización
Los eventos del vuelo 1420 están representados en el segundo episodio de la primera temporada de Mayday: catástrofes aéreas, titulado «Carrera contra la tormenta». Además de la dramatización del accidente, se hace mención a otros accidentes provocados por el mal clima.